# Al Grey
Al Grey (født 6. juni 1925 i Virginia, død 24. marts 2000 i Arizona) var en amerikansk basunist.
Grey er nok mest kendt for sit medlemskab af Count Basies big band. Han har også spillet med Dizzy Gillespie, Benny Carter, Lionel Hampton, Quincy Jones, Herbie Hancock, Ray Charles, Frank Sinatra, Ella Fitzgerald, Hugo Rasmussen etc.
Han hører til swingtraditionen af basunister, men spillede også bebop.